# Ricardo Pacheco Rodríguez
Ricardo Fidel Pacheco Rodríguez (Guadalupe Victoria, Durango, 18 de septiembre de 1963). Es un político mexicano, miembro del Partido Revolucionario Institucional, ha sido diputado federal y senador por Durango.
Es licenciado en Derecho, ha sido diputado federal a la LVI Legislatura de 1994 a 1997 en representación del IV Distrito Electoral Federal de Durango, ha sido Secretario General del PRI en Durango y Secretario de Gobierno del estado al inicio del Gobierno de Ismael Hernández Deras de 2004 a 2006, dejó el cargo para ser candidato a Senador por Durango, perdió la elección pero obtuvo la curul por primera minoría, para el periodo de 2006 a 2012.
- Datos: Q6108393